# Ил-2 Штурмовик: Битва за Британию
«Ил-2 Штурмовик: Битва за Британию» (название англоязычной версии: англ. IL-2 Sturmovik: Cliffs of Dover — «Ил-2 Штурмовик: Скалы Дувра») — компьютерная игра в жанре авиасимулятора, воспроизводящая события одноимённого авиационного сражения Второй мировой войны, продолжавшегося с июля по октябрь 1940 года. В период разработки игра имела рабочее название «Шторм войны: Битва за Британию» (англ. Storm of War: Battle of Britain). Игра создана российской компанией 1С Maddox Games.
Игра создана на новом игровом движке: по сравнению с «Ил-2 Штурмовик: Забытые сражения» значительно усложнились физическая модель самолётов, модель повреждений и графическая составляющая.
В 2011 году игра была выпущена в продажу в крайне «сыром» виде: плохо оптимизированной, а также с большим количеством других недоработок, делавших её практически неиграбельной даже на самых мощных компьютерных системах того периода. Несколько патчей, вышедших после её релиза, помогли решить ряд задач, связанных с производительностью игры, однако так и не смогли избавить её от всех проблем. Официальная поддержка «Ил-2 Штурмовик: Битва за Британию» прекратилась 18 октября 2012 года, после последнего вышедшего патча (v1.11.20362).
11 декабря 2012 года было объявлено об объединении команд 1С Maddox Games и 777 Studios в единую команду под названием 1С Game Studios, с целью создания нового симулятора «Ил-2 Штурмовик: Битва за Сталинград», базирующегося на игровом движке авиасимулятора «Война в небе — 1917», созданного 777 Studios в 2009 году.
После прекращения компанией 1С Maddox Games (1С Game Studios) официальной поддержки «Ил-2 Штурмовик: Битва за Британию», модификация игры с начала 2013 года стала осуществляться сторонней группой энтузиастов, объединившихся в команду под наименованием Team Fusion. Последующие модификации игры от данной команды энтузиастов, позволили решить проблемы с её оптимизацией. Также к результатам их работы можно отнести графические улучшения, введение в игру возможности управления наземной техникой (заложенной ещё разработчиками, но нереализованной в релизной версии), увеличение линейки используемой в игре техники, и т. п.
21 декабря 2016 года компанией 1С Game Studios, являвшейся официальным владельцем авторских прав на игру «Ил-2 Штурмовик: Битва за Британию», было объявлено о начале сотрудничества с Team Fusion, с целью дальнейшей работы над данной игрой. В связи с этим, команда энтузиастов Team Fusion образовывает юридическое лицо — компанию Team Fusion Simulations. 23 марта 2017 года 1С Game Studios объявляет о подписании договора с Team Fusion Simulations по игре «Ил-2 Штурмовик: Битва за Британию».

## Ил-2 Штурмовик: Битва за Британию BLITZ
14 декабря 2017 года компанией 1С Game Studios было объявлено о выпуске новой официальной версии игры «Ил-2 Штурмовик: Битва за Британию», получившей название «Ил-2 Штурмовик: Битва за Британию BLITZ» (англ. IL-2 Sturmovik: Cliffs of Dover BLITZ), основанной на старой версии (v1.11.20362), включающей в себя все последующие модификации от Team Fusion (Team Fusion Simulations).
Также было объявлено, что версия игры «Ил-2 Штурмовик: Битва за Британию BLITZ» станет пилотной в линейке авиасимуляторов, входящих в серию игр под названием «Ил-2 Дувр» (англ. IL-2 Dover Series), которая будет существовать параллельно с серией «Ил-2 Великие сражения» (англ. IL-2 Great Battles series), включающей в себя вышеупомянутый «Ил-2 Штурмовик: Битва за Сталинград» и др., но будет не совместима с данной серией («Ил-2 Великие сражения»), базирующейся на движке игры «Война в небе — 1917».